# Kościół Wniebowzięcia Najświętszej Marii Panny w Połądze
Kościół pw. Wniebowzięcia Najświętszej Marii Panny w Połądze (lit. Palangos Švč. Mergelės Marijos Ėmimo į dangų bažnyčia) – kościół rzymskokatolicki znajdujący się w Połądze. 

## Historia
Został zbudowany w latach 1897–1907 z inicjatywy hrabiego Feliksa Tyszkiewicza na miejscu wcześniejszego drewnianego kościółka. Architekt Karl Eduard Strandmann nadał mu kształt neogotycki używając czerwonej cegły jako materiału do budowy świątyni. 
Świątynię zdobią blendy, pinakle, rozety i inne elementy świadczące o gotyckich inspiracjach architekta. W środku świątyni znajduje się bogato rzeźbiony ołtarz i ambona. Bezpośrednio przed kościołem znajduje się drewniana kapliczka oraz krzyż.